# Candanchú

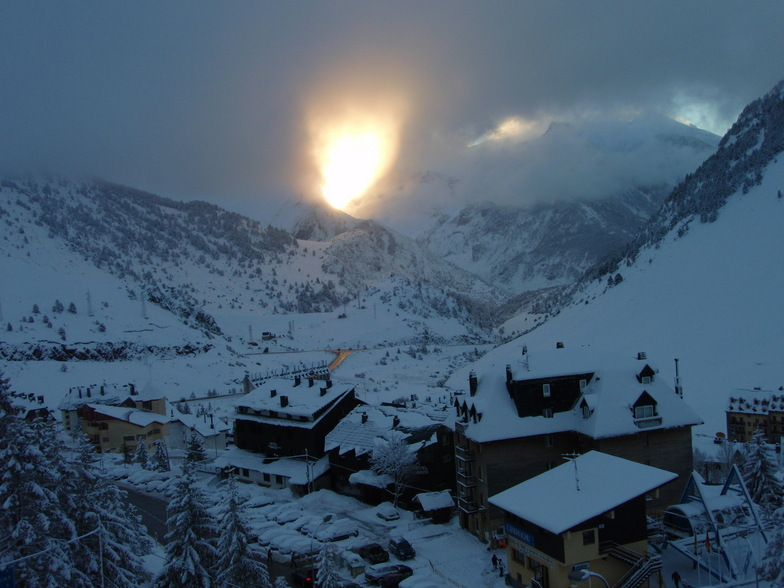
Estació d'esquí Candanchú

Candanchú és una estació d'esquí situada al terme municipal d'Aísa, província d'Osca, al Pirineu Aragonés. Va ser inaugurada l'any 1928.
Es troba al Pirineu aragonès, al costat del riu Aragó i a 1 km del Port del Somport, frontera amb França. Es troba a 27 km al nord de la ciutat de Jaca.

## Clima
Candanchú té un clima d'alta muntanya. Per tant, té temperatures màximes baixes i mínimes molt gèlides, amb amplituds tèrmiques usualment bastant altes.
S'han arribat a registrar temperatures extremes de -25 °C (febrer de 1956) i de 31 °C (agost de 2012), que suposa una oscil·lació tèrmica absoluta de 56 °C. La temperatura mitjana de les mínimes al gener és de -5 °C i la temperatura mitjana de les màximes és de +2 °C, la qual cosa significa que molts dies la màxima se situa sota zero, mentre que al juliol la mitjana de les mínimes és de 8 °C i la mitjana de les màximes de 19 °C.
Les precipitacions són molt abundants, més de 2.000 litres anuals. Sobretot estan concentrades a l'hivern, en forma de neu. A Candachú es registren uns 180-200 dies de precipitació, dels quals aproximadament 100-120 són en forma de neu. La temperatura mitjana anual oscil·la entre 5.0 i 5,5 °C. A Candanchú ha arribat a nevar tots els mesos de l'any, fins i tot al juliol i a l'agost.
Hi ha boires, sovint, que remunten la vall de l'Asp quan el vent bufa del Nord.

## Instal·lacions
És una estació de marcat caràcter familiar, ja que disposa d'una gran àrea per a esquiadors principiants, que es troba a la zona anomenada Tobazo Bajo - Pista Grande. Al voltant d'una gran cafeteria, a la base de l'estació, hi ha 8 pistes verdes i 2 pistes blaves. A més de comptar amb la gran zona de debutants, disposa de pistes negres i vermelles i itineraris fora de pista, destacant el Tubo de la Zapatilla i Loma Verde, indicats només per a experts.
Les pistes es distribueixen entre els 1.560 i 2.400 metres d'altitud, amb una gran varietat de nivells i amb un total de 58 quilòmetres de pistes. Disposa de 120 canons de neu artificial. Els remuntadors (5 telecadires i 20 teleesquís) donen servei a 19.700 esquiadors/hora. El nombre de pistes d'esquí alpí és de 54. Té també un circuit de fons, homologat per la FIS, i zones preparades per la pràctica de snowboard. Hi ha una pista de competició, amb pistes preparades per a acollir proves internacionals d'eslàlom, eslàlom gegant i supergegant.

## Serveis
Ofereix tots els serveis d'una estació d'esquí: remuntadors, infermeria, escola d'esquí, a més d'escola per a monitors. Disposa també de diversos punts de restauració a tota l'estació, lloguer de material, guarderia, etc. Té l'escola d'esquí més antiga d'Espanya. A més, compta amb un complet circuit d'Esquí de Fons, i un camp de Biatló. S'hi troba també el campament de l'Escola Militar de Muntanya i Operacions Especials, amb base a la caserna de San Bernardo, de Jaca.